# Senotainia
Senotainia is een vliegengeslacht uit de familie van de dambordvliegen (Sarcophagidae).

## Soorten
- S. albifrons (Róndani, 1859)
- S. arenicola Reinhard, 1963
- S. conica (Fallén, 1810)
- S. deserta Rohdendorf, 1935
- S. flavicornis (Townsend, 1891)
- S. inyoensis Reinhard, 1955
- S. kansensis (Townsend, 1892)
- S. litoralis Allen, 1924
- S. opiparis Reinhard, 1955
- S. puncticornis (Zetterstedt, 1859)
- S. rognesi Verves, 1994
- S. rubriventris Macquart, 1846
- S. rufiventris (Coquillett, 1897)
- S. setulicosta Allen, 1926
- S. sinopis Reinhard, 1955
- S. tricuspis (Meigen, 1838)
- S. trilineata (Wulp, 1890)
- S. vigilans Allen, 1924